# Rockstar New England
Rockstar New England, vroeger bekend als Mad Doc Software, is een computerspelontwikkelaar en tevens dochteronderneming van Rockstar Games gevestigd in Andover, Massachusetts. Mad Doc software werd in 1999 opgericht door Dr. Ian Lane Davis en in 2008 overgenomen en omgetoverd tot Rockstar New England. 

## Ontwikkelde spellen
| Release | Titel                                 | Platform                                                       | Opmerking |
| ------- | ------------------------------------- | -------------------------------------------------------------- | --- |
| 2001    | Star Trek: Armada II                  | Windows                                                        | |
| 2002    | Jane's Attack Squadron                | Windows                                                        | Ontwikkeld samen met Looking Glass Studios                                                                                        |
| 2002    | Empire Earth: The Art of Conquest     | Windows                                                        | |
| 2005    | Empire Earth II                       | Windows                                                        | |
| 2006    | Empire Earth II: The Art of Supremacy | Windows                                                        | |
| 2007    | Star Trek: Legacy                     | Windows, Xbox 360                                              | |
| 2007    | Empire Earth III                      | Windows                                                        | |
| 2008    | Canis Canem Edit                      | PlayStation 2, PlayStation 3, PlayStation 4, Windows, Xbox 360 | Verantwoordelijk voor de port naar Windows en Xbox 360 naar het origineel ontwikkeld door Rockstar Vancouver.                     |
| 2008    | Grand Theft Auto IV                   | PlayStation 3, Windows, Xbox 360                               | Samen met Rockstar Toronto verantwoordelijk voor de port naar Windows naar het origineel ontwikkeld door Rockstar North.          |
| 2010    | Red Dead Redemption                   | PlayStation 3, Xbox 360                                        | Ontwikkeld samen met Rockstar Leeds, Rockstar North, Rockstar San Diego.                                                          |
| 2011    | L.A. Noire                            | PlayStation 3, Windows, Xbox 360                               | Ontwikkeld samen met Team Bondi, Rockstar Leeds, Rockstar North, Rockstar San Diego.                                              |
| 2012    | Max Payne 3                           | OS X, PlayStation 3, Windows, Xbox 360                         | Ontwikkeld samen met Rockstar Leeds, Rockstar London, Rockstar North, Rockstar San Diego, Rockstar Toronto en Rockstar Vancouver. |
| 2013    | Grand Theft Auto V                    | PlayStation 3, PlayStation 4, Windows, Xbox 360, Xbox One      | Ontwikkeld samen met Rockstar Leeds, Rockstar London, Rockstar North, Rockstar San Diego en Rockstar Toronto.                     |
| 2018    | Red Dead Redemption 2                 | PlayStation 4, Xbox One                                        | Ontwikkeld met Rockstar India, Rockstar Leeds, Rockstar London, Rockstar North, Rockstar San Diego en Rockstar Toronto.           |